# PNV Waasland
PNV Waasland is een volleybalclub in Bazel en Nieuwkerken-Waas. De ploeg komt uit op het 2e hoogste niveau in de Liga B. Hoofdsponsor, sinds 2009, is Gimme.

## Geschiedenis
De club is ontstaan uit een fusie van de verenigingen Pardaf (Kruibeke) en Nivoc (Nieuwkerken) die elk in 1976 het levenslicht zagen. 
Het eerste team kwalificeerde zich in het seizoen 2008-2009 voor Europees volleybal. Hun 5e plaats gaf hen door de Europese schorsing van Averbode recht op een ticket voor de CEV-cup. In normale omstandigheden kregen ze voor de 5e plaats een ticket voor de Challenge Cup. In 2010 degradeerde de ploeg naar de Liga B, maar veroverde na 1 seizoen terug zijn plaats in de  Liga A.
Vroeger organiseerde de club samen met Walivol de manche van de Belgian Beachvolley tour in Sint-Niklaas. Nu wordt deze manche georganiseerd door Sini-beach vzw.

## Ploegen
De club heeft 6 senioren ploegen in competitie (Heren: Liga B, 1e divisie (kampioen 2e Div 2013), 2e provinciale; Dames: 2e divisie en 2e provinciale), verschillende meisjes en jongens jeugdploegen en nog 2 recreatieve damesploegen.

## Enkele bekende (oud-)spelers
- Sam Deroo
- Matthijs Verhanneman
- Kenneth Van Goethem

## Laatste seizoenen
| Seizoen   | Reeks          | Plaats                                                                |
| --------- | -------------- | --------------------------------------------------------------------- |
| 2004-2005 | 1e Nationale A | 1e (verloren van Haasrode en 1e barrages)                             |
| 2005-2006 | Liga A         | 10e (door faillissement Oud-Turnhout terug in Liga)                   |
| 2006-2007 | Liga A         | 6e (laatste play-offs na barrage tegen Puurs)                         |
| 2007-2008 | Liga A         | 8e (tweede play-downs na barrage tegen Halen)                         |
| 2008-2009 | Liga A         | 5e (vijfde play-offs na barrage tegen Antwerpen+Kwalificatie CEV Cup) |
| 2009-2010 | Liga A         | 9e (degradatie naar Liga B)                                           |
| 2010-2011 | Liga B         | 1e (promotie naar Liga A)                                             |
| 2011-2012 | Liga A         | 7e (eerste play-downs)                                                |
| 2012-2013 | Liga A         | 10e & degradatie naar Liga B                                          |
| 2013-2014 | Liga B         | 4e                                                                    |
| 2014-2015 | Liga B         | 4e                                                                    |
| 2015-2016 | Liga B         | 8e                                                                    |
| 2016-2017 | Liga B         | 4e                                                                    |